# Nicolo II Gattiluso
Nicolo II Gattiluso fou fill de Dorino I Gattiluso i germà de Domenicco I Gattiluso.
Va assolir el poder a Lesbos el 1458 per fer front a l'amenaça otomana enderrocant a son germà. Els turcs el van acusar de matar el germà i ho van fer servir de pretext per envair l'illa el 1462.
Mitilene fou destruïda i després de 15 dies de resistència Nicolo es va rendir i fou portat a Constantinoble junt amb altres membres de la família. La seva germana Maria (esposa de l'antic emperador Alexandre Comnè de Trebisonda), dona molt bella, es creu que fou inclosa a l'harem del soldà. El seu fill Aleix va esdevenir patge. Per causes bastant fosques Nicolo fou executat.